# Филинская (Коношский район)
Филинская — опустевшая деревня в Коношском районе Архангельской области. Входит в состав муниципального образования «Мирный».

## География
Находится в юго-западной части Архангельской области на расстоянии менее 3 км на запад по прямой от административного центра района поселка Коноша.

## История
Была отмечена на карте еще 1794 года. По состоянию на 2020 год имеет характер урочища.

## Население
Численность населения не была учтена как в 2002 году, так и в 2010.